# Douville-sur-Andelle
Douville-sur-Andelle (hasta 1905 Douville) es una localidad y comuna francesa situada en la región de Alta Normandía, departamento de Eure, en el distrito de Les Andelys y cantón de Fleury-sur-Andelle.

## Demografía
| 153 | 161 | 220 | 398 | 375 | 370 | 380 | 338 | 386 | 356 | 455 | 408 | 440 | 435 | 459 | 508 | 475 | 471 | 430 | 455 | 417 | 474 | 478 | 474 | 421 | 465 | 452 | 426 | 377 | 390 | 355 | 305 | 395 |
| Para los censos de 1962 a 1999 la población legal corresponde a la población sin duplicidades (Fuente: INSEE [Consultar]) |     |     |     |     |     |     |     |     |     |     |     |     |     |     |     |     |     |     |     |     |     |     |     |     |     |     |     |     |     |     |     |     |

Gráfico de evolución demográfica de la comuna desde 1793 hasta 2006